# Намче-Базар

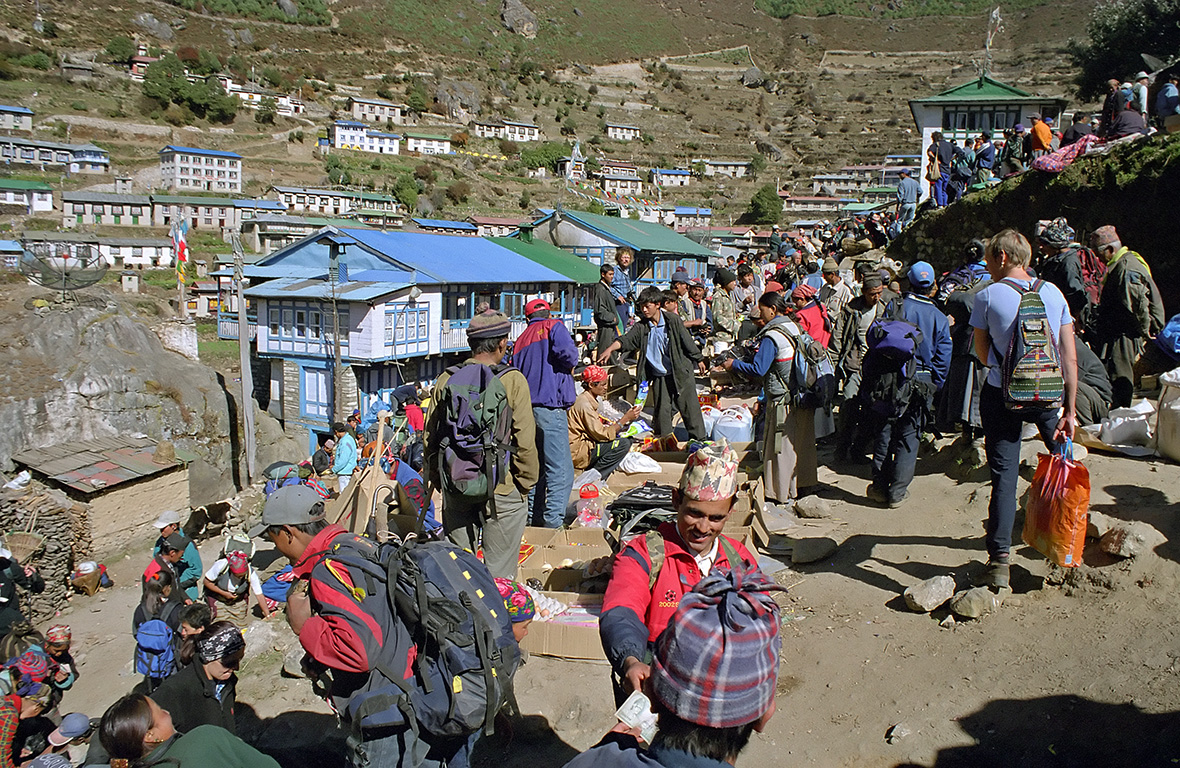
Рынок в Намче-Базаре

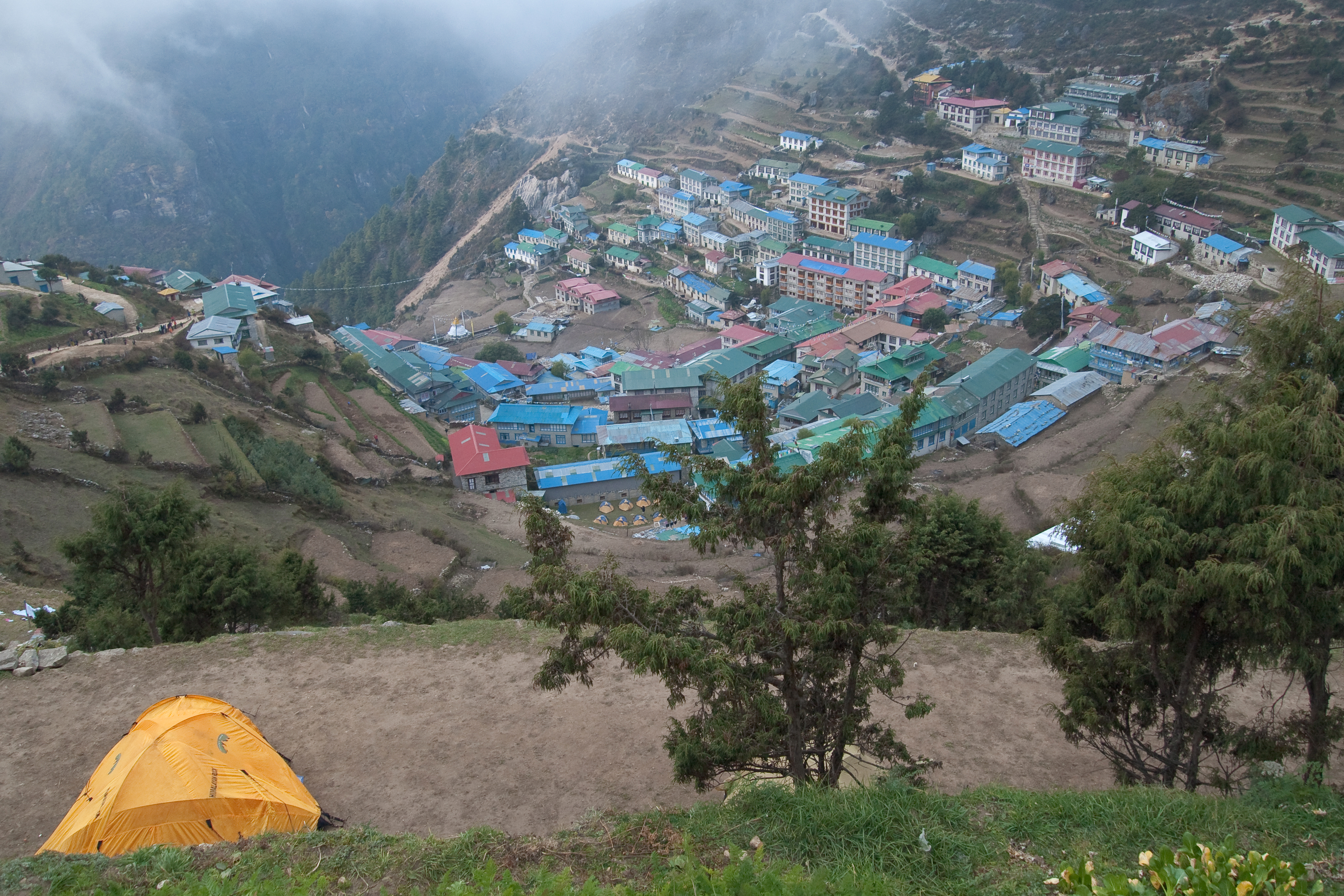
Над Намче-Базаром

Намче-Базар (непали:नाम्चे बजार) — посёлок в районе Кхумбу в Непале.
По переписи 1991 года в поселке проживало 1647 жителей в 397 домовладениях.

## География
Посёлок находится на высоте 3440 м на боковом склоне холма.
К западу от Намче-Базара находится гора Конгде-Ри высотой 6187 м, а к востоку — гора Тхамсерку высотой 6623 м.

### Климат
|     | Jan. | Feb. | March | April | May | June | July | Aug. | Sep. | Oct. | Nov. | Dec. |
| --- | ---- | ---- | ----- | ----- | --- | ---- | ---- | ---- | ---- | ---- | ---- | ---- |
| Max | 7    | 6    | 9     | 12    | 14  | 15   | 16   | 16   | 15   | 12   | 9    | 7    |
| Min | −8   | −6   | −3    | 1     | 4   | 6    | 8    | 8    | 6    | 2    | 3    | -6   |

|    | Jan. | Feb. | March | April | May | June | July | Aug. | Sep. | Oct. | Nov. | Dec. |
| -- | ---- | ---- | ----- | ----- | --- | ---- | ---- | ---- | ---- | ---- | ---- | ---- |
| мм | 26   | 23   | 34    | 26    | 41  | 140  | 243  | 243  | 165  | 78   | 9    | 39   |

## Описание
Посёлок очень известен туристам и альпинистам, потому что находится по дороге к Эвересту и обладает расширенной системой туристских гостиниц, ресторанов, магазинов, где туристы могут отдохнуть и подготовиться к походу. В посёлке работает электричество, неподалёку расположен аэропорт Syangboche (вертолётная станция), однако большинство туристов не может им пользоваться: по причине протеста местных жителей для массового туризма используется аэропорт г. Лукла (находится примерно в 13 км к югу от Намче). От аэропорта до Намче-Базара туристы должны осуществить суточный переход (в случае очень быстрой ходьбы достаточно шести часов). Обслуживание туристов на этом участке обеспечивает работу и доход местным жителям.
В Намче-Базаре расположены также официальные учреждения, полицейский контроль, почта и банк. Вверху расположены казармы непальской армии.
Намче-Базар является основным пунктом для путешествия к Эвересту, к горе и озеру Гокио.
Над посёлком находится база Национального Парка Сагарматха, от которой открываются виды на Эверест и другие горные вершины.
На высоте 3800 над Намче-Базаром находится роскошный отель Эверест-Вью, с террасы которого при хорошей погоде виден Эверест. Отель организовывал заезды для богатых туристов, однако многие испытывали острую горную болезнь от внезапного подъёма на такую высоту. Отель дополнительно оборудован куполом и кислородным снабжением комнат.
По субботам с утра открывается базар, на который сходятся жители окрестных деревень, а также тибетцы, приходящие с товарами через перевалы из Тибета с китайскими товарами.
В окрестности Намче-Базара расположено несколько тибетских монастырей.
В конце 1980-х — начале 1990-х для электрификации поселка и ближайших поселений Khunde, Кумджунг, Thamo при финансовой помощи Австрии была построена малая гидроэлектростанция «Thame — Namche Bazar» мощностью в 620 кВт (две ковшовые турбины на 310 кВт каждая). Она расположена вблизи Thame, и была открыта в 9 октября 1995 года. Ввод электростанции позволил уменьшить использование ближайших лесов в качестве топлива. Оператор станции — Khumbu Bijuli Company.